# Eleccions legislatives txeques de 1992
Les eleccions legislatives txeques de 1992 se celebraren el 5 el 6 de juny de 1992 per a escollir els diputats txecs al Parlament. El partit més votat fou la coalició encapçalada pel Partit Democràtic Cívic i el seu cap Václav Klaus fou nomenat primer ministre.
| Partits polítics i coalicions                                     | Partits polítics i coalicions | Partits polítics i coalicions | %     | Escons |
|                                                                   | Coalició ODS i KDS (Koalice ODS a KDS)                                                                                                   | Partit Democràtic Cívic (Občanská demokratická strana)                                                                                   | 29,7% | 66     |
| Partit Democristià (Křesťanskodemokratická strana)                | Coalició ODS i KDS (Koalice ODS a KDS)                                                                                                   | 10 | 29,7% |        |
|                                                                   | Bloc d'Esquerra (Koalice Levý blok) | Partit Comunista de Bohèmia i Moràvia (Komunistická strana Čech a Moravy)                                                                | 14,1% | 35     |
| Esquerra Democràtica (Demokratická levice)                        | Bloc d'Esquerra (Koalice Levý blok) | | 14,1% | 35     |
|                                                                   | Socialdemocràcia Txeca (Československá sociální demokracie)                                                                              | Socialdemocràcia Txeca (Československá sociální demokracie)                                                                              | 6,5%  | 16     |
|                                                                   | Unió Social-Liberal (Liberálně sociální unie)                                                                                            | Partit Verd (Strana zelených) | 6,5%  | 16     |
| Partit Nacional Social Txec (Československá strana socialistická) | Unió Social-Liberal (Liberálně sociální unie)                                                                                            | | 6,5%  | 16     |
| Partit Agrari (Zemědělská strana)                                 | Unió Social-Liberal (Liberálně sociální unie)                                                                                            | | 6,5%  | 16     |
|                                                                   | Unió Democristiana–Partit Popular Txecoslovac (Křesťansko-demokratická unie – Československá strana lidová)                              | Unió Democristiana–Partit Popular Txecoslovac (Křesťansko-demokratická unie – Československá strana lidová)                              | 6,3%  | 15     |
|                                                                   | Associació per la República-Partit Republicà de Txecoslovàquia (Sdružení pro republiku – Republikánská strana Československa)            | Associació per la República-Partit Republicà de Txecoslovàquia (Sdružení pro republiku – Republikánská strana Československa)            | 6,0%  | 14     |
|                                                                   | Aliança Cívica Democràtica (Občanská demokratická aliance)                                                                               | Aliança Cívica Democràtica (Občanská demokratická aliance)                                                                               | 5,9%  | 14     |
|                                                                   | Moviment per una Democràcia Autònoma - Partit per Moràvia i Silèsia (Hnutí za samosprávnou demokracii - Společnost pro Moravu a Slezsko) | Moviment per una Democràcia Autònoma - Partit per Moràvia i Silèsia (Hnutí za samosprávnou demokracii - Společnost pro Moravu a Slezsko) | 5,9%  | 14     |
|                                                                   | Moviment Cívic (Občanské hnutí) | Moviment Cívic (Občanské hnutí) | 4,6%  | -      |
|                                                                   | Pensionistes per Assegurances Vitalícies (Důchodci za životní jistoty)                                                                   | Pensionistes per Assegurances Vitalícies (Důchodci za životní jistoty)                                                                   | 3,8%  | -      |
|                                                                   | Partit d'Empresaris, Comerciants i Agricultors Txecoslovacs (Strana československých podnikatelů, živnostíků a rolníků)                  | Partit d'Empresaris, Comerciants i Agricultors Txecoslovacs (Strana československých podnikatelů, živnostíků a rolníků)                  | 3,2%  | -      |
|                                                                   | Club de Membres Compromesos Sense Partit (Klub angažovaných nestraníků)                                                                  | Club de Membres Compromesos Sense Partit (Klub angažovaných nestraníků)                                                                  | 2,7%  | -      |